# Costa-Gavras
Costa-Gavras, egentligen Constantinos Gavras (grekiska: Κωνσταντίνος Γαβράς), född 12 februari 1933 i Loutra Iraias på Peloponnesos i Grekland, är en grekisk-fransk filmregissör, som bor och verkar i Frankrike. Han har regisserat en lång rad högkvalitativa filmer från 1960-talet till 1990-talet. Han har vunnit Guldpalmen vid filmfestivalen i Cannes, Oscar för bästa utländska film samt Guldbjörnen vid Filmfestivalen i Berlin.

## Karriär
Costa-Gavras debuterade 1965 med Dödens kupé, en lättviktig och snygg kriminalhistoria ombord på ett tåg. Hans tredje film, Z – han lever (1969), blev hans genombrott. Det är en spännande politisk thriller och den vann en Oscar för bästa utländska film samt Jurypriset vid filmfestivalen i Cannes. Han radade sedan upp flera mycket spännande politiska thrillers under 1970-talet, bland andra de mycket brutala och realistiska terroristskildringarna Gisslan (1972) och De måste dömas (1975). Denna tematik kulminerade sedan i Försvunnen (1982), som vann Guldpalmen i Cannes. I denna film skildrar han händelser under Militärkuppen i Chile 1973.
Han tillbringade mitten av 1980-talet i Hollywood och gjorde då ett par halvlyckade filmer, bland annat Förrådd (1988), som sannolikt är hans mest sedda film.
1989 gjorde han sedan Music Box - skuggor ur det förflutna, hans återkomst till den politiska thrillern såväl som till Frankrike. Denna blev mycket framgångsrik och vann Guldbjörnen i Berlin.

## Politiskt kontroversiella filmer
1972 inställdes den planerade premiärvisningen av Costa-Gavras film Gisslan vid det federalt finansierade John F. Kennedy Arts Center i Washington. Filmen handlar om en amerikansk ambassadtjänsteman, spelad av Yves Montand, som kidnappas av den uruguayanska gerillarörelsen Tupamaros. Gerillan försöker få tjänstemannen utväxlad mot tillfångatagna tupamarosmedlemmar men Uruguays regering, uppbackad av USA, vägrar och mannen avrättas. Visningen stoppades därför att filmen hade verklighetsbakgrund. Tjänstemannen hette Dan Mitrione och var CIA-anställd tortyrexpert.

## Filmografi (urval)
- 1965 – Dödens kupé
- 1967 – Den 13:e mannen
- 1969 – Z – han lever
- 1970 – Bekännelsen
- 1972 – Gisslan
- 1975 – De måste dömas
- 1979 – Stunder av lycka
- 1982 – Försvunnen
- 1988 – Förrådd

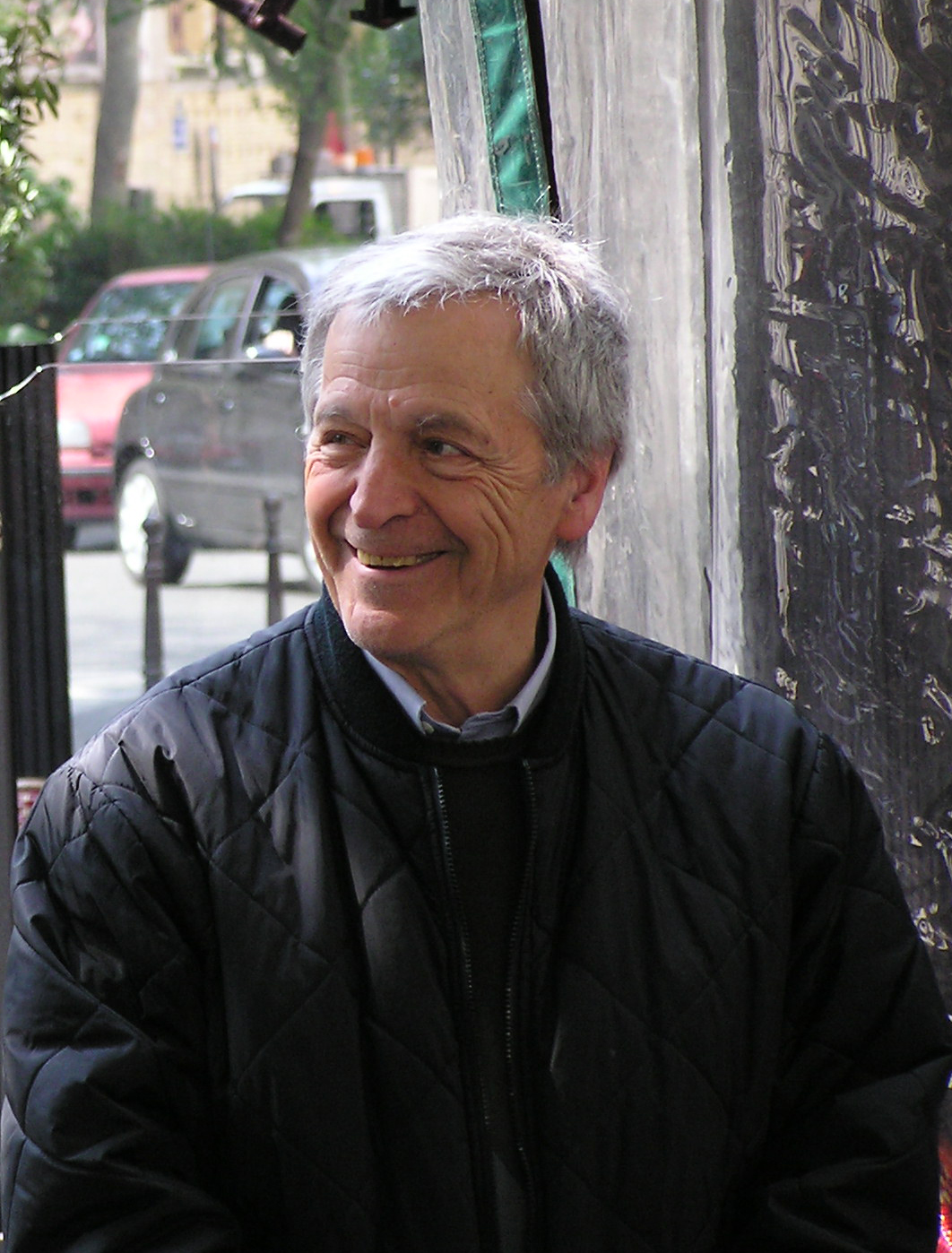
Costa-Gavras 2008.

- 1989 – Music Box - skuggor ur det förflutna
- 1995 – Lumière et Compagnie (antologifilm)
- 1997 – Mad City
- 2002 – Den slutgiltiga lösningen
- 2005 – Mördande konkurrens
- 2009 – Eden Is West
- 2012 – Kapitalet
- 2019 – Adults in the room